# 第二次大戦中に命を失った全ての人に追悼を捧げる日
第二次大戦中に命を失った全ての人に追悼を捧げる日（だいにじたいせんちゅうにいのちをうしなったすべてのひとについとうをささげるひ）または第二次世界大戦で命を失った人たちのための追悼と和解のための時間（だいにじせかいたいせんでいのちをうしなったひとたちのためのついとうとわかいのためのじかん、英: Time of Remembrance and Reconciliation for Those Who Lost Their Lives during the Second World War）は、2004年11月22日の国際連合総会決議59/26 （pdf file Resolution 59/26）によって指定された国際デーであり、5月8日および5月9日が指定されている。
この決議は第二次世界大戦で犠牲になった人々に敬意を払うよう、国連加盟国、国連の組織機関、非政府組織、そして個々の人に促すものである。
5月8日および5月9日は連合国（国際連合の前身）に対してナチス・ドイツ軍（枢軸国の一国、敵国条項の適用対象国）が無条件降伏するという文書への調印およびその批准が行われた日を起源とする。